# Гомельский, Евгений Яковлевич
Евгений Яковлевич Гомельский (род. 26 декабря 1938, Ленинград) — советский и российский тренер женских баскетбольных команд, член Зала славы ФИБА, кандидат педагогических наук (1998).
Заслуженный тренер РСФСР (1967 — за подготовку чемпионов Европы среди юниоров Анатолия Блика, Александра Болошева, Владимира Никитина и Александра Сидякина) и заслуженный тренер СССР (1977 — за подготовку Олимпийского чемпиона 1972 года Александра Болошева, Олимпийских чемпионов 1976 года Тамары Даунене, Татьяны Овечкиной, чемпионов мира Владимира Жигилия, Л. Кузнецовой, Александра Харченкова).
Состоял в КПСС.

## Биография
Вырос под сильным влиянием старшего брата Александра. Первым тренером Евгения Гомельского стала теща брата — Нина Яковлевна Журавлева. В 1954 году играл в составе ленинградского «Спартака».
После окончания средней школы, учитывая сложное материальное положение семьи, Александр забрал Евгения к себе в Ригу, куда сам попал по распределению тренером рижского клуба СКА, окончив Ленинградский военный институт физкультуры. В Риге Евгений Гомельский окончил Латвийский государственный институт физической культуры (1957—1961 гг.) по специальности тренер-преподаватель.
После окончания института принял решение покинуть Ригу, несмотря на то, что ему предлагали остаться на кафедре спортивных игр. Самостоятельная тренерская карьера началась в Волгограде, в Детской спортивной школе № 2, где Евгений Гомельский в течение двух с небольшим лет работал тренером по баскетболу юношеских команд (1961—1963 гг.). В 1963 г. стал тренером мужской команды «Динамо» (Волгоград), которую тренировал пять лет. Среди воспитанников - Владимир Арзамасков, Анатолий Блик, Александр Болошев, Владимир Жигилий, Александр Сидякин.
В 1968 году переведен на тренерскую работу в клуб «Динамо» (Москва). Тренировал сначала мужскую, а затем женскую команды.
В 1985 году назначен главным тренером по баскетболу Центрального Совета «Динамо» (Москва) и работал в этом качестве до 1992 г.
В 1986—1988 — тренер, с осени 1988 до середины 1992 году — главный тренер женской сборной СССР (СНГ). На Олимпийских играх 1992 года в Барселоне Объединенная команда, руководимая Е.Гомельским взяла золотые медали. Эта победа стала одной из главных сенсаций Игр. По итогам 1992 года назван тренером № 1 сборных женских баскетбольных команд мира.
Вместе с Гомельским не стало продлевать отношения спортивное руководство страны и позволило выехать на работу в зарубежную страну (на его выбор). С осени 1992 года по 1994 — главный тренер БК «Элицур» (Холон, Израиль).
После возвращения снова возглавил мужскую команду «Динамо» (Москва, 1994—1995 гг.).
В сезоне 1995/96 работал в Испании, где тренировал женскую команду «Дорна» (Валенсия).
В 1996—1998 гг. — главный специалист Московского городского физкультурно-спортивного объединения.
В 1998—2002 гг. — главный тренер женской сборной команды России. При нем сборная завоевала серебро на чемпионате мира в Берлине (Германия, 1998 г.). Федерация спортивных журналистов России назвала Евгения Гомельского лучшим тренером страны 1998 г.
Евгений Гомельский разработал свой собственный тренерский стиль и методику подготовки команд к состязаниям. Он больше прислушивается к мнениям своих помощников, опытных игроков, коллег. Работая по контракту в Израиле и Испании, он в короткий срок освоил иврит и испанский языки, что позволило ему напрямую общаться со спортсменами.
Вице-президент Федерации баскетбола г. Москвы, президент баскетбольного клуба «Динамо» (Москва).
24 августа 2010 года включён в Зал Славы ФИБА.
20 декабря 2010 года был избран в исполком РФБ на отчетно-выборной конференции.

## Семья
Жена — Татьяна Андреевна (род. 6 октября 1945). Дочь — Ольга (род. 4 марта 1965). Сын — Дмитрий (род. 30 сентября 1976).